# Gautama Buda
Buda (znan tudi kot Sidarta Gotama ali Sidarta Gautama (Izgovarjava v sanskrtu: [sɪddʱaːrtʰɐ ɡautɐmɐ]); Gautama namely Gotama in Pali}} ali Buda Šakjamuni) je bil filozof, popotni menih, mislec, duhovni učitelj in verski vodja, ki je živel v starodavni Indiji (okoli 5. do 4. stoletja pr. n. št.). [opomba 4] Častijo ga kot ustanovitelja svetovne religije budizma, v večini budističnih šol ga častijo kot razsvetljenega, ki je presegel Karmo in ušel iz kroga rojstva in ponovnega rojstva. Poučeval je približno 45 let in si pridobil veliko privržencev, tako samostanskih kot laičnih. Njegovo učenje temelji na razumevanju duḥkhe (običajno prevedeno kot "trpljenje") in konca duḥkhe - stanje, ki ga imenuje nirvana (pali: nibāna).
Buda se je rodil v aristokratski družini iz rodu Šakja, vendar se je sčasoma odrekel laičnemu življenju. Po budistični tradiciji se je po nekaj letih romarskega meništva , meditacije in askeze prebudil in doumel mehanizem, ki ljudi drži v krogu ponovnih rojstev. Buda je nato potoval po Gangeškem nižavju poučeval in gradil versko skupnost. Buda je učil srednjo pot med popustljivostjo čutnosti in kruto askezo, ki je najti v indijskem gibanju šramana. Poučeval je duhovno pot, ki je vključevala etične vaje in meditativne pristope. Buda je kritiziral tudi prakse braminskih duhovnikov, kot je žrtvovanje živali.
Nekaj stoletij po smrti je postal poznan kot Buda, kar pomeni »Prebujeni« ali »Razsvetljeni«. Gautamove nauke je zbrala budistična skupnost v sutah (sutra v sanskrtu), ki vsebujejo njegova razmišljanja, in v vinaja, njegova pravila za življenje kot menih. Prenašali so se v srednje-indijskem arijskem narečju kot ustno izročilo. Kasnejše generacije so pripravile dodatnega besedila, kot so sistematične monografije pod imenom Abidarma, življenjepisi Buda, zbirke zgodb iz njegovih preteklih življenj, znane kot pripovedke Džataka, in dodatne razprave, Mahajana sutre.

## Imena in nazivi
Poleg imena Buda in imena Sidarta Gautama (pali: Sidata Gotama) je bil Buda znan tudi po drugih imenih in naslovih, na primer Šakjamuni (»Modrec klana Šakja«).
Buda sam sebe v zgodnjih besedilih pogosto imenuje tudi Tatāgata (sanskrt: [tɐˈtʰaːɡɐtɐ]). Pogosto se misli, da izraz pomeni »tisti, ki je tako odšel« (tatā-gata) ali »tisti, ki je tako prišel« (tatā-āgata), kar se verjetno nanaša na transcendentalno naravo Budovega duhovnega potovanja.
Seznam nazivov, ki jih pogosto vidimo skupaj v kanonskih besedilih, prikazuje nekaj njegovih duhovnih lastnosti:
- Sammasambuddho - Popolnoma sam od sebe prebujeni
- Vijja-carana-sampano - Z višjim znanjem in idealnim ravnanjem obdarjeni
- Sugata - Dobre poti in dobre besede.
- Lokavidu - Poznavalec mnogih svetov .
- Anuttaro Purisa-damma-sarathi - neprekosljivi učitelj nevednih ljudi.
- Satthadeva-Manussanam - Učitelj bogov in ljudi.
- Bhagavathi - Blaženi
- Araham - Spoštovanja vredni. Arhat (Sanskrt) ali arhant (Pali) - "postal je brez madeža, živel sveto življenje, storil, kar je bilo storiti, odložil breme, dosegel pravi cilj, razbil okove bivanja in v svojem znanju dokončno svoboden."
- Džina - Osvajalec. Čeprav se izraz pogosteje uporablja v džainizmu za posameznika, ki je doživel osvoboditev, je tudi eden od nazivov za Budo.[16]

## Zgodovinska oseba
Kadar gre za zgodovinska dejstva glede Budovega življenja, so strokovnjaki previdni. Večina je mnenja, da je Buda živel, učil in ustanovil meniški red med vladavino Bimbisare ( ok. 558 – ok. 491 BCE . Ali c. 400 pr. N. Št.),; umrl pa naj bi v zgodnjih letih vladavine Ajašatruja, naslednika Bimbisare. Medtem ko je splošno zaporedje "rojstva, zrelosti, odrekanja, iskanja, prebujanja in osvoboditve, poučevanja, smrti" v glavnem sprejemljivo za vse, je o številnih podrobnostih, ki jih je najti v tradicionalnih življenjepisih, manj soglasja.
Kdaj se je Gautama rodil in kdaj je umrl, ni gotovo. Večina zgodovinarjev od začetka 20. stoletja dalje njegovo življenje postavlja med 563 pr.n.št. do 483 pr.n.št . V vzhodno-budistični tradiciji Kitajske, Vietnama, Koreje in Japonske je bil tradicionalni datum Bude smrti 949 pr. n.pt. Po računanju časa Ka-tan (tradicija Kalačakra) naj bi Buda umrl okoli leta 833 pred našim štetjem.
Zadnje ćase prestavljajo njegovo smrt na kasnejši čas, na leta med 411 in 400 pr. št., Najnovejša, še neobjavljena izkopavanja v Lumbiniju so odkrila ostanke stavb, ki naj bi bile zgrajene v 6. stoletju.pr.n.št za namene čaščenja Bude. Vprašanje, kdaj je Buda živel in kdaj umrl, torej še ni dokončno rešeno.

### Zgodovinsko okolje
Po budistično tradicijo se je Gautama rodil v kraju Lumbini, ki leži danes v Nepalu, odraščal pa je v vasi Kapilavastu.. Po budistični tradiciji je svoje razsvetljenje doživel v Bod Gaji, svojo prvo pridigo je imel v Sarnatu, umrl pa je v Kušinagarju. Eno od pogosto uporabljenih imen Gautame je Šakamuni ali Šakjamunī ('Modrec rodu Šakja'). To skupaj z dokazi iz zgodnjih besedil kaže, da se je rodil v skupnosti Šakja, ki je živela v 5. stoletju pr.n.št. tako geografsko kot kulturno na obrobju vzhodnoindijske podceline. Skupnost je bila bodisi majhna republika bodisi oligarhija. Njegov oče je bil izvoljeni poglavar ali oligarh.
Šakjani so bili vzhodna subhimalajska etnična skupina, ki je obstajala izven zunaj Ārdžāvarte in so bili "mešanega izvora" (verjetno delno arijskega, delno avtohtonega porekla). Manuovi zakoni jih obravnavajo kot nearijske. Kot je zapisal Levman, Šakjanci naj bi bili "grobega govora", "nizkega porekla", v slabo se jim šteje, da "Brahmanov ne častijo, ne spoštujejo, jih ne častijo in se jim ne klanjajo." Nevedske navade tega plemena so bile med drugim zakoni med brati in sestrami, čaščenje dreves in duhov v njih. Obstaja še veliko dokazov za to, da je šlo za ločeno etnično in verjetno tudi jezikovno skupnost." 
Poleg vedskih Brahminov, se je čas življenja Bude pokrival z razcvetom vplivnih Śramaṇa šol mišljenja kot so Ādžīvika, Čārvāka, džainizem in Adžñana .  Brahmadžala Suta beleži dvainšestdeset takšnih šol mišljenja. V tem okviru se pojem šramaṇa nanaša na osebo, ki se trudi, muči ali trudi (za neke višje ali verske namene). V tem času je živelo in delovalo veliko vplivnih mislecev, kot so Mahavira, Purana Kasapa, Makhali Gosala, Adžita Kesakambali, Pakuda Kakājana in Sandžaja Belathaputta, kot je zapisano v Samañaphala Suta; Buda so knjihova stališča gotovo bila poznana. in palijski kanon pogosto prikazuje Budo v razpravi s pripadniki drugih miselnih šol. Obstajajo tudi filološki dokazi, ki nakazujejo, da sta bila mojstra Alara Kalama in Udaka Rāmaputa resnični zgodovinski osebnosti in da sta najverjetneje Budo poučevala v dveh različnih pristopih k meditaciji. Buda je tako bil le eden izmed mnogih šramanskih filozofov tistega časa. V dobi, ko se je svetost ocenjevala po tem, koliko asketa je v človeku, je Buda bil reformator gibanja šramaṇa, ne pa upornik proti vedskemu brahmanizmu. 
Zgodovinsko se čas Bude pokriva z Ahemenidsko osvojitvijo doline Inda pod Darejem I okoli 517/516 pr.n.št. To zasedbo dežel Gandara in Sind, ki je trajala približno dve stoletji, je spremljalo razširjanje ahemenidskih ver, reformiranega Mazdaizma ali zgodnjega Zoroastrijanstva, na kar se je Budizem deloma odzval. Ideje Bude lahko so delno zavračanje "absolutističnih" ali "perfekcionističnih" idej v teh ahemenidskih religijah.

### Prvi viri
O življenju Gautame ali do drugega stoletja po njegovi smrti ni najti pisnih virov. Toda od srede 3. stoletja pred našim štetjem je več ediktov iz Ašoke (vladal c. 269–232 pr. N. Št.) Omenja Budo, zlasti napis na stebru Lumbini spominja na romanje Ašoke v Lumbini kot Budino rojstno mesto in ga imenuje Buda Šakjamuni ( 𑀩𑀼𑀥 𑀲𑀓𑁆𑀬𑀫𑀼𑀦𑀻 Bu-Da Sa-kya-mu-nī, "Buda, modrec šakijev").
 

V enem od njegovih ediktov (Minor Rock Edict št. 3) so omenjeni naslovi več besedil o Dammi (v budizmu je "Damma" druga beseda za "darmo"), ki dokazuje obstoj pisane budistične tradicije vsaj v času Maurye. Ta besedila so lahko predhodnica Pāli Kanona.
"Sakamuni" se omenja tudi v reliefih Bharhuta, datiranih okoli leta 100 pr. N. Št., V povezavi z njegovo osvetlitvijo in drevesom bodi, z napisom Bagavato Sakamunino Bodho ("Osvetlitev blaženega Sakamuna").
Najstarejši ohranjeni budistični rokopisi so budistična besedila Gandhāran, najdena v Afganistanu in napisana v Gāndhārīju, segajo od prvega stoletja pred našim štetjem do tretjega stoletja našega štetja.
Na podlagi filoloških dokazov indolog in strokovnjak za Pali Oskar von Hinüber pravi, da so nekatere palijske sutre ohranile zelo arhaične krajevne nazive, sintakso in zgodovinske podatke iz časa Budove življenjske dobe, vključno z Mahāparinibāṇo sutro, ki vsebuje podroben opis zadnjih Budinih dni. Hinüber predlaga datum sestave tega besedila najkasneje 350–320 pr. N. Št., Kar bi omogočilo "resnični zgodovinski spomin" na dogodke približno 60 let prej, če bo sprejeta Kratka kronologija za Budovo življenje (vendar poudarja tudi da je bilo takšno besedilo prvotno namenjeno bolj kot hagiografiji kot natančnemu zgodovinskemu zapisu dogodkov).
John S. Strong vidi nekatere biografske drobce v kanonskih besedilih, ki so ohranjena na Paliju, pa tudi kitajščino, tibetanščino in sanskrt kot prvo gradivo. Sem spadajo besedila, kot je »Razprava o plemeniem iskanju« (Pali: Ariyapariyesana-sutra) in njene vzporednice v drugih jezikih.

## Tradicionalni življenjepisi

### Biografski viri
Viri, ki predstavljajo popolno sliko življenja Sidarte Gautame, so vse mogoči, včasih nasprotujoči si tradicionalni življenjepisi. Med nje spadajo Budacarita, Lalitavistara Sūtra, Mahāvastu in Nidānakathā. Med njimi je Budacarita najzgodnejša popolna biografija, epska pesem, ki jo je pesnik Aśvagoṣa napisal v prvem stoletju n.št. Lalitavistara Sūtra je naslednja po starosti, biografija izpod peresa Mahāyāne / Sarvāstivāde iz 3. stoletja n. Mahāvastu iz tradicije Mahāsāṃgika Lokotaravāda je še ena nadaljnja pomembna biografija, ki je nastajala postopoma. Biografija Bude avtorja Darmaguptaka je najbolj izčrpna in nosi naslov Abhiniṣkramaṇa Sūtra, Nidānakathā izvira iz tradicije Theravade na Šrilanki, v 5. stoletju pa jo je sestavil Budagoṣa.
Zgodbe Džātaka pripovedujejo o prejšnjih življenjih Gautame kot bodisattve, prva zbirka le-teh pa se lahko uvrsti med najzgodnejša budistična besedila. Mahāpadāna sutra in Aharijabuta sutra pripovedujeta o čudežnih dogodkih, povezanih z rojstvom Gautame, kot je spust bodisatve iz nebes Tuṣita pod materino srce. 

### Narava tradicionalnih upodobitev
V najzgodnejših budističnih besedilih, nikāyas in āgamas, Buda ni upodobljen, kot da bi bil vseveden (sabaññu), niti ni prikazan kot večno transcendentno bitje (lokottara). Ideje o Budovi vsevednosti (skupaj s čedalje večjo težnjo po oboževanju njega in njegove biografije) najdemo šele kasneje, v Mahajana sutrah in poznejših komentarjih Palija ali besedilih, kot je Mahāvastu. V Sandaka sutri Budin učenec Ananda opisuje argument proti trditvam učiteljev, ki pravijo, da vsi vedo v Tevijavakagota sutra pa Buda sam pravi, da nikoli ni trdil, da je vseved, temveč da ima "višja znanja" (abhijñā). Najzgodnejše biografsko gradivo Pali Nikaja se osredotoča na Budovo življenje kot šramaṇa, njegovo iskanje razsvetljenja pri različnih učiteljih, kot je Alara Kalama, in njegovo petinštiridesetletno kariero kot učiteljico.
Tradicionalne biografije Gautame pogosto vključujejo številne čudeže, znamenja in nadnaravne dogodke. Značaj Bude v teh tradicionalnih biografijah je pogosto popolnoma transcendentnega (Skt. Lokotara) in izpopolnjenega bitja, ki ga vsakdanji svet ne obremenjuje. V Mahāvastu naj bi v mnogih življenjih Gautama razvil nadzemeljske sposobnosti, med drugim: neboleč porod, zasnovan brez spolnega odnosa; ni potrebe po spanju, hrani, zdravilih ali kopanju, čeprav se ukvarjajo s tem "v skladu s svetom"; vsevednost in sposobnost "zatiranja karme". Kot je po Andrewu Skiltonu so Budo pogosto opisovali kot nadčloveka, tako so mu pripisovali 32 glavnih in 80 manjših oznak "velikega človeka", in predstavo, da bi Buda lahko živel tisočletja, če bi le želel (gl. DN 16).
Starodavni Indijci so bili na splošno brez skrbi za kronologije in so bili bolj osredotočeni na filozofijo. Budistična besedila odražajo to težnjo in zagotavljajo jasnejšo sliko tega, kar je Gautama morda učil, kot datumov dogodkov v njegovem življenju. Ta besedila vsebujejo opise kulture in vsakdanjega življenja starodavne Indije, kar je mogoče potrditi iz spisov iz Jainov, zaradi česar je Budin čas najzgodnejše obdobje indijske zgodovine, o katerem obstajajo pomembni podatki. Britanska avtorica Karen Armstrong piše, da čeprav je zelo malo informacij, ki bi jih lahko šteli za zgodovinsko utemeljene, smo lahko upravičeno prepričani, da je Siddhārtha Gautama obstajala kot zgodovinska osebnost. Michael Carrithers gre nekoliko dlje z izjavo, da mora biti najbolj splošen oris "rojstva, zrelosti, odrekanja, iskanja, prebujanja in osvoboditve, poučevanja, smrti".

## Prejšnja življenja
Legendarna življenjepisa Budavaṃsa (Buddhavaṃsa) in sanskrtski Jātakamālā opisujeta življenjsko pot Bodhisatve (Bude pred prebujenjem) skozi stotine življenj, preden se je nazadnje rodil kot Gautama, Številne zgodbe iz teh prejšnjih življenj so upodobljene v Džatakah. Za te pripovedke je značilno, da dogodek ali podobo v sedanjosti razložijo z zgodbo nekdanjega življenja.
Poleg tega, da Džatake predbudistično preteklost polnijo z globoko karmično zgodovino, razlagajo pot, ki je bodhisatvo, bodočega Budo, vodila do budizma.
Življenjepisi, kot je Budavaṃsa, jo opisujejo kot dolgo in naporno, saj je zavzela »štiri neskončno dolge dobe« (asamkeje).
V teh legendarnih biografijah gre bodhisatva skozi veliko različnih rojstev (živalskih in človeških), navdihuje ga pri tem srečevanje s preteklimi Budami, kar ga spodbudi za vrsto sklepov ali zaobljub (praniDana), da postane Buda. Nato začne prejemati napovedi preteklih Budov. Ena od najbolj priljubljenih legend je srečanje z Dipankara Budo, ki bodočemu Budi napove, da bo doživel prebujenje.
Druga tema, ki jo najdemo v komentarju Pali Džataka (Jātakaṭakatā) in sanskrtskem Jātakamālā, je, kako je moral bodoči Buda vaditi več »popolnosti« (pāramitā), da je dosegel prebujenje. V teh zgodbah je tudi včasih govora o negativnih dejanjih, ki jih je v prejšnjih življenjih storil bodhisatva, kar pojasnjuje težave, ki jih je kot Gautama doživljal v svojem zadnjem življenju.

## Življenjepis

### Rojstvo in zgodnja leta
Po budistični tradiciji je Lumbini v današnjem Nepalu rojstni kraj Bude. Odraščal je v kraju Kapilavastu, za katerega se ne ve, kje točno je. Lahko da gre za Piprahva, Utar Pradeš v današnji Indiji, ali za Tilaurakot v Nepalu. Oba kraja ležita le 24 kilometrov narazen.
Najzgodnejši budistični viri navajajo, da se je Buda rodil aristokratski družini kšatrija (Pali katija), imenovani Gotama (sanskrt Gautama), ki so pripadali plemenu Sakja, pridelovalcev riža, ki je živelo na področju dandanašnje meje med Indijo in Nepalom. Oče mu je bil Šudodana, »izvoljeni poglavar klana Šakja«, katerega glavno mesto je bil Kapilavastu, Njih ozemlje si je kasneje, za časa Budovega življenja, osvojilo rastoče kraljestvo Kosala. Gautama je bilo ime družini. Po kasnejših življenjepisih, kot sta Mahavastu in Lalitavistara, je njegova mati, Maja (Mājādevī), soproga Sudhodana, bila Kolijska pricesa. Legenda pravi, da je v noči, ko je bil Sidarta spočet, kraljica Maja sanjala, da je v njeno desno stran s šestimi okli vdrl bel slon, in čez deset mesecev  je rodila Sidarto. Po tradiciji Šakja je kraljica Maja, potem ko je zanosila, iz Kapilavastu odšla roditi v očetovo kraljestvo. Vendar naj bi se njen sin rodil na poti, v Lumbiniju, na vrtu pod drevesom sal (Salea Robusta).
Zgodnja budistična besedila vsebujejo zelo malo o rojstvu in mladosti Gotama Bude. Kasnejše biografije pripovedujejo dramatično o življenju mladega princa Gotama in o njegovih eksistencialnih težavah.Prikazujejo tudi njegovega očeta. Šudodana kot dednega monarha Surjavanša (sončne dinastije) Ikṣvākuja (Pāli Okkāka). Vendar je to malo verjetno, saj mnogi učenjaki menijo, da je bil Śudodana zgolj aristokrat plemena Šakja (khattiya) in da njih država ni bila dedna monarhija.Dejansko je bolj enakovredna oblika vladanja gananga - kot politična alternativa indijskim monarhijam - lahko da vplivala na razvoj šramanske džainske in budistične oblike države, kjer so monarhije težile k vedskemu brahmanizmu.
Dan Budovega rojstva se na področju Teravada pogosto praznuje kot Vesak. Po kasnejših biografskih legendah je na praznovanje rojstva iz svojega gorskega bivališča prišel puščavnik in videc Asita, ki je na otroku prepoznal »32 potez velikega človeka« in napovedal, da bo ali postal veliki kralj (čakravartin) ali velik verski vodja. Sudodana je peti dan priredil slovesnost poimenovanja, na katero je povabil osem brahminskih učenjakov, da bi novorojencu prerokovali. Vsi so mu napovedali podobno bodočnost,  Kondañña, najmlajši med njimi in kasneje poleg Bude prvi arhat (prebujeni), naj bi kot edini nedvoumno napovedal, da bo Sidarta postal Buda.
Zgodnja besedila kažejo, da Gautama, preden se je v svoji ekzistenčni skrbi za človeka podal na romarsko iskanja, ni poznal prevladujočih verskih naukov svojega časa. Zgodnji budistični spisi in tudi številne post-kanonične pripovedke, pravijo, da je Gotama imel ženo, Jasodaro in sina, ki mu je bilo ime Rāhula. Poleg tega Buda v zgodnjih besedilih sam pravi, da je »"živel ... razvajeno, zelo razvajeno življenje, kot kak menih (v domu svojih staršev).«"

### Odpoved
Medtem ko najstarejši viri zgolj govorijo o tem, kako Gautama išče višji duhovni cilj in postane asket ali šramana, potem ko ga je laično življenje razočaralo, imajo kasnejši življenjepisi o tem, kako je postal potujoči menih, bolj dodelano sliko.
Najzgodnejša poročila o duhovnem iskanju poročajo, da je Gautamo na odpoved privedlo spoznanje, da je njegovo življenje podvrženo starosti, boleznim in smrti, in da obstaja lahko da kaj boljšega (tj. osvoboditev, nirvana) Zgodnji viri tudi slikajo Budov razlog za to, da je postal šramana, takole: »Življenje v domači hiši, tem nečistem mestu, je ozko - življenje šramana je kot zrak na prostem. Za nekoga, ki se drži svoje hiše, ni enostavno živeti povsem čisto in sveto življenje.« Govor je o tem, kako sta njegova mati in oče bila proti njegovi odločitvi in »jokala, da so jima solze drle po licih«, ko se je odločil iti od doma.
Ena od legend govori o tem, kako je Gautama prvič šel iz svoje palače, da bi videl kakšen je svet zunaj in bil presunjen, ko se je soočil s človeškim trpljenjem. Oče Gautama naj bi ga ščitil pred verskimi nauki in soočanji s trpljenjem človeka, tako da bi postal velik kralj, ne pa velik verski voditelj. Nidanakata (5. stoletje p. n. št.), pravi, da je Gautama prvič v svojem življenju videl starca. Temu prvemu soočenju s svetom so se v »štiri videnja« pridružila še tri: med ponovnimi iskanji izven palače je naletel na bolnega človeka, na razpadajoče truplo in nazadnje na asketa, ki mu je dal misliti .
Legende govorijo o tem, kako je Gautama zapustil palačo. Kmalu po štirih videnjih se je Gautama ponoči zbudil in pretreslo ga je, ko je videl svoje služabnice, kako kot čudno zverižena trupla ležijo po tleh. Doživljaj, trpljenje in konec trpljenja, bo pozneje med svojim razsvetljenjem bolje, bolj globoko razumel. Pretresen zaradi vsega, kar je doživel, se je odločil, da sredi noči proti očetovi volji zapusti palačo in zaživi življenje potujočega asketa. Na konju Kantaka zapusti Gautama palačo, spremlja ga je hlapec Čandaka, za njim ostaneta Rahula in Jaśodara. Odšel je do reke Anoma in si odrezal lase. Hlapca in konja je pustil za seboj, odšel je v divjino in se preoblekel v meniško kuto, po nekaterih različicah pripovedke mu je kuto dal bog Brahma ob reki Anomi.
Legende pravijo, da je asketski Gautama najprej šel v kraj Radžagaho (današnji Radžgir), kjer je prosil miloščino po ulicah; ko je je kralj Bimbisara iz Magade zvedel za njegovo iskanje, mu je ponudil delež svojega kraljestva. Gautama je ponudbo zavrnil, vendar je obljubil, da bo po razsvetljenju najprej obiskal njegovo kraljestvo.

### Življenje asketa in prebujenje
Vsi viri se strinjajo, da se je Gautama učil askeze pri dveh učiteljih jogi meditacije. Ko je osvojil nauke Arada Kalama ki je učil, kako doseči »sfero ničnosti«, ga je Ārāḍa prosil, da postane enakovreden vodja njihove duhovne skupnosti. Vendar Gautama ta nauk ni zadovoljil, ker »ne vodi v odpor, nepristranskost, prenehanje, pomiritev, znanje, prebujenje, Nibana«. šel dalje, da bi postal učenec Udraka Rāmaputra (Pali Udaka Ramaputa). Pri njem je dosegel visoko stopnjo meditativne zavesti; ko ga je učitelj enako povabil, da se mu pridruži, ga je Gautama, nezadovoljen iz istih razlogov kot prej, zapusti in je šel naprej.
Potem ko je zapustil učitelje meditacije, se je Gautama odločil za askezo.  Te v zgodnjih besedilih opisane metode vključujejo stradanje, različne oblike nadzora dihanja in močan nadzor nad umom. Poročajo, da je tako shujšal, da je bilo njegove kosti videti skozi kožo. Drugi prvotni budistični vir pravijo, da je spoznal meditativno pot do prebujenja in odkril »Srednjo pot« - pot zmernosti, proč od skrajnosti samozadovoljstva in samomrtvičenja. Zaradi njegove odpovedi askezi naj bi ga pet spremljevalcev zapustilo, saj so mislili, da je opustil iskanje in se samodisciplini odpovedal. 
Po njegovi odločitvi, da neha s skrajno askezo, je Gautama začel meditirati odločen, da ne neha, dokler ne doživi popolnega prebujenja (samā-sambodi). Ta dogodek se je pripetil pod figovim drevesom — znanim kot »drevo prebujenja« — v kraju Bod Gaja, Bihar.
Buda je potem, ko je askezo pripeljal do skrajnosti, doumel, da mu to ne more pomagati do prebujenja. Spomnil se je, kako je kot otrok sedel pod drevesom in premišljeval, medtem ko je njegov oče delal. Ta spomin mu pomaga doumeti, da je meditacija pot do prebujenja.
Gautama je tako postal znan kot Buda ali Prebujeni. Naziv za razliko od večine ljudi, ki »spijo« kaže, da se Budo razume kot »prebujen« v resnično naravo resničnosti in da svet vidi »takšen, kot je« (jata-butam). Buda je dosegel osvoboditev (vimuti), imenovano tudi Nirvana, kar pomeni pogasitev 'požarov' želja, sovraštva in nevednosti, vsega, kar ohranja krog trpljenja in ponovnih rojstev. Buda je tako dosegel tri višja znanja: spomin na nekdanja bivališča (tj. pretekla življenja), »božansko oko« ( diba-cakkhu ), ki omogoča poznavanje karmičnih destinacij v drugih in »izumrtje vsega, kar zastruplja misli« (Āsava).V času prebujenja naj bi spregledal Štiri plemenite resnice in se tako osvobodili samsare, neskončnega kroga ponovnih rojstev.
Kot poročajo različna besedila iz Pali kanona, je Buda sedem dni sedel pod drevesom prebujenja in "čutil blaženost osvobojenja". Še naprej je meditiral inna bregu reke Nairañjanā razmišljal o različnih vidikih darme, kot so Odvisno poreklo, Pet duhovnih sposobnosti in trpljenje.

### Prva pridiga in nastanek saṅga
Buda je po prebujenju okleval, ali naj darmo uči druge. Zaskrbelo ga je, da so ljudi premagali nevednost, pohlep in sovraštvo, da bodo težko prepoznali pot, ki je »subtilna, globoka in težko razumljiva«. Vendar ga je bog Brahmā Sahampati prepričal z argumentom, da ga bodo razumelo vsaj tistih nekaj, ki ima »malo prahu v očeh«. Buda je popustil in se strinjal s poučevanjem.
Buda naj bi potem, ki se je odločil poučevati, najprej obiskal svoja nekdanja učitelja Alaro Kalamo in Udako Ramaputo, da ju pouči o svojih spoznanjih; ker pa sta že umrla, se je odločil obiskati svojih pet bivših spremljevalcev. V Jelenovem parku (Mrigadāva, imenovan tudi Rišipatana, »mesto, kamor je padel pepel asketov«) blizu Varanasija je naletel na skupino petih asketov in jih prepričal, da se je resnično popolnoma prebudil. Tu naj bi tudi imel svojo prvo pridigo, znano tudi kot »pridiga iz Benaresa«. Po prvi pridigi naj bi asket Koṇḍañña (Kaundinja) postal prvi arahant (osvobojeno bitje) in prvi budistični menih. Buda je nato nadaljeval z učenjem drugih pristašev in ustanovili so prvo saṅgo: to je red Budističnih menihov.
Različni viri, kot so Mahāvastu, MahākhanDaka Theravāda Vinaya in Catusparisat-sūtra, omenjajo tudi, da je v tem času imel Buda drugo pridigo o značilnosti »ne-samega sebe« (Anātmalakṣaṇa Sūtra). Po tej drugi pridigi so tudi štirje preostali asketi dosegli stanje arahanta.
Teravāda Vinaja in Katusparisat-sūtra govorita tudi o spreobrnitvi Jasa, lokalnega poveljnika ceha in njegovih prijateljev in družine, ki so bili prvi laiki, ki so se spreobrnili in vstopili v budistično skupnost. Sledila je spreobrnitev treh bratov z imenom Kasapa, ki so s seboj pripeljali petsto spreobrnjencev, ki so bili prej »asketi z matiranimi lasmi« in katerih duhovna praksa je bila povezana z žrtvovanjem ognja. Po navedbah Theravāda Vinaya se je Buda nato ustavil na griču Gayasisa blizu Gaye in podal svoj tretji govor, Ādittaparijāja Suta (Govor o ognju),v katerem je učil, da je vse na svetu je vneta s strastmi in osvobojeni so lahko le tisti, ki sledijo Osemkratni poti.
Ob koncu deževnega časa, ko je Budina skupnost narasla na približno šestdeset prebujenih menihov, jim je naročil, naj gredo na pot sami, naj učijo in posvečajo ljudi v skupnost, da bi »blagoslovili in koristili« svetu.

### Rast saṅge
V preostalih 40 ali 45 letih svojega življenja naj bi Buda potoval po nižavju ob Gangesu v današnjem Utar Pradešu, Biharju in na jugu Nepala in poučeval različne ljudi: od plemičev do služabnikov, askete in gospodinjstva, morilci, kot je Angulimala in kanibale, kot so bili Alavaka. Po Schumannovem mnenju se je Budino potepanje gibalo od Kosambija ob Jamuni (25 km jugozahodno od Alahabada), do Kampe (40 km vzhodno od Bhagalpurja) in od Kapilavastu (95 km severozahodno od Gorakpurja) do Uruvele (južno od Gaje). 
Ta pokriva področje 600 krat 300 km. Njegova sanga je uživala pokroviteljstvo kraljev Kosala in MagaDa, zato je veliko časa preživel v njunih prestolnicah Savata in Radžagaha.
Čeprav nam njegov jezik ostaja neznan, je Buda verjetno poučeval v enem ali več različnih tesno povezanih srednjeindijskih dialektov, od katerih je Pali morda postal standardizirana zapuščina.
Sanga je potovala po podcelini in pridigala. To se je nadaljevalo skozi vse leto, razen v štirih mesecih deževne dobe Vassa, ko so asketi vseh religij redko potovali. Eden od razlogov je bil, da je bilo to težje storiti, ne da bi škodili flori in živalskemu svetu.Lahko da je tudi šlo za zdravje udeležencev. V tem letnem času se je sanga umaknila v samostane, javne parke ali gozdove, kamor so ljudje prihajali k njim. 
Prve čase so se zadrževali v Varanasiju. Glede na palijska besedila je Buda kmalu po nastanku sange odpotoval v Radžagaho, glavno mesto Magade in se srečal s kraljem Bimbisaro, ki je sangi podaril park z bambusovimi gaji.
Sanga Bude je še naprej rasla med njegovimi prvimi romanji po severni Indiji. Zgodnja besedila pripovedujejo o tem, kako je Asadži spreobrnil Budove glavne učence, Sāriputa in Mahāmogalāna, ki sta bila učenca skeptičnega šramana Sañdžaja Belaṭiputa. Prav tako pripovedujejo o tem, kako se je Budin sin Rahula pridružil svojemu očetu kot menih, ko je Buda obiskal svoj rojstni kraj Kapilavastu. Sčasoma so se redu kot menihi pridružili drugi Šakjani, tako Budin bratranec Ananda, Anuruda, brivec Upali, Budina polbrata Nanda in Devadata. Medtem je slišal nauke svojega sina tudi Sudodana in se spreobrnil.
V zgodnjih besedilih je omenjen tudi pomemben laični učenec, trgovec Anātapiṇḍika, ki je že zgodaj postal močan laični zagovornik Bude. Pravijo, da ga je darilo gaja Jetavanl sangi stalo veliko (Teravada Vinaja govori o tisočih zlatih kovancev).

### Nastanek reda nun
Oblikovanje vzporednega reda ženskih samostanov (bikunī) je bil še en pomemben del rasti Budine skupnosti. Kot je ugotovila Analajojeva primerjalna študija te teme, obstajajo različne različice tega dogodka, prikazane v različnih zgodnjih budističnih besedilih.
Glede na vse glavne različice, ki jih je preučil Analajo, Buda Mahāprajāpatī Gautamī, Budino mačeho, najprej zavrne, potem ko je zanjo in nekatere druge ženske zaprosil za posvečenje. Mahāprajāpatī in njeni sledilci si nato obrijejo lase, si nadenejo obleke in začnejo slediti Budi na njegovih potovanjih. Ānanda na koncu prepriča Budo, naj Mahāprajāpatīju posveti ob sprejetju osmih pogojev, imenovanih gurudarme, ki se osredotočajo na odnos med novim redom redovnic in menihi.
Po mnenju Analaya je edini argument, ki je skupen vsem različicam, s katerimi Ananda prepriča Budo, ta, da imajo ženske enako sposobnost, da dosežejo vse stopnje prebujanja. Nekateri sodobni učenjaki naj bi zaradi različnih nedoslednosti dvomili o pristnosti osmih gurudarma pravil v njihovi sedanji obliki. Meni, da je zgodovina sedanjih osmih seznamov dvomljiva, da pa so morda temeljili na predhodnih odredbah Bude. Analajo tudi ugotavlja, da različni odlomki kažejo, da je bil razlog za Budovo obotavljanje pri posvečenju žensk strah, da bi življenje redovnice brez zaščite moških družinskih članov nevarno (npr. zaradi polnega nasilja in ugrabitve). Zaradi tega so bile odredbe gurudarme morda način, kako "novoustanovljeni red redovnic postaviti v odnos s svojimi moškimi kolegi, ki je čim bolj podoben zaščiti, ki bi jo laična ženska lahko pričakovala od svojih moških sorodnikov."

### Kasnejša leta
Po mnenju J. S. Stronga naj bi se po prvih 20 letih svojega učiteljevanja sčasoma ustalil v Sravastiju, prestolnici kraljevine Kosala, in svoja kasna leta večinoma preživel v tem mestu.
Ko je sanga naraščala, se je pojavila potreba po standardiziranem naboru samostanskih pravil in Buda je, kot kaže, razvil vrsto predpisov za sango. Ti so ohranjeni v različnih besedilih, imenovanih Pratimoksa, ki jih je skupnost recitirala vsakih štirinajst dni. Pratimoksa vključuje splošne etične zapovedi in pravila glede bistva samostanskega življenja, kot so sklede in oblačila.
V poznih letih je Budova slava naraščala in bil je povabljen na pomembne kraljevske dogodke, kot sta otvoritev nove dvorane sveta Šakjanov (kot je razvidno iz MN 53) in otvoritev nove palače princa bodija (kot je upodobljeno v MN 85). Zgodnja bvesedila govorijop tudi o tem, kako je v Budovi starosti kraljestvo MagaDa zavzel novi kralj Adžatasatu in odstavil svojega očeta Bimbisaro. Po besedah Samaññaphala sutra je novi kralj govoril z različnimi asketskimi učitelji in se na koncu zatekel k Budi. Vendar pa tudi Jaina viri zatrjujejo njegovo zvestobo, tako da je verjetno je podpiral različne verske skupine, ne samo Budovo sango.
Ko je Buda še naprej potoval in poučeval, je stopil v stik tudi s člani drugih sekt Šramane. Iz zgodnjih besedil obstajajo dokazi, da je Buda naletel na nekatere od teh oseb in kritiziral njihove doktrine. Samaññaphala sutra navaja šest takšnih sekt.
V zgodnjih besedilih je tudi ostareli Buda opisoval bolečine v hrbtu. V več besedilih je omenjeno, kako poučuje svoje glavne učence, saj je njegovo telo zdaj potrebovalo več počitka. Vendar je Buda nadaljeval s poučevanjem tudi v starosti. 
Eden najbolj zaskrbljujočih dogodkov v Budovi starosti je bil razkol Devadate. Zgodnji viri govorijo o tem, kako je Budin bratranec Devadata poskušal prevzeti vodstvo reda, nato pa je zapustil sango z več budističnimi menihi in oblikoval konkurenčno sekto. To sekto naj bi podpiral tudi kralj Adžatasatu. Po kanonu Pali naj bi Devadata načrtoval umor Bude. Buda je v to razkolniško skupnost poslal svoja dva glavna učenca (Sariputo in Mogalano), da bi prepričal menihe, ki so odšli z Devadato, da se vrnejo.
Po vseh glavnih zgodnjih budističnih besedilih Vinaja jaj bi Devadata skušal razcepiti budistično skupnost, vendar ni enotnosti glede razlogov za spor z Budo. Na splošno se besedila osredotočajo na "pet točk", ki veljajo za pretirane asketske prakse, Mahāsaṅgika Vinaja pa govori o bolj obsežnem nesoglasju.

### Zadnji dnevi in parinirvana
Glavna pripoved o Budinih zadnjih dneh, smrti in dogodkih po njegovi smrti je v Mahaparinibana sutri (DN 16) in njenih različnih vzporednicah v sanskrtu, kitajščini in tibetanščini. Po mnenju Analaya mednje spadajo kitajska Dirga Agama 2, sanskrtski drobci Mahaparinirvanasutre in trije diskurzi, ohranjeni kot posamezni prevodi v kitajščino.
Sutra Mahaparinibana prikazuje Budovo zadnje leto kot vojni čas. Začne se z odločitvijo Ajatasattuja, da bo vojskoval z federacijo Vajjian, zaradi česar bo poslal ministra, ki bo za nasvet vprašal Budo. Buda odgovarja z besedami, da se lahko pričakuje, da bodo Vajjianci napredovali, dokler bodo storili sedem stvari, nato pa je teh sedem načel uporabil v budistični Sangi in pokazal, da ga skrbi prihodnja blaginja.Buda pravi, da bo Sanga napredoval, dokler bodo »imeli redne in pogoste zbore, se sestajali v harmoniji, ne spreminjali pravil treninga, častili svoje nadrejene, ki so bili pred njimi posvečeni, ne bodo postali žrtev posvetnih želja, bodo ostali predani v gozdne puščavnice in ohraniti njihovo osebno pozornost.« Nato poda nadaljnje sezname pomembnih vrlin, ki jih mora podpirati Sanga.
V zgodnjih besedilih je tudi prikazano, kako sta Budina glavna učenca, Sariputta in Moggallana, umrla tik pred Budovo smrtjo. Mahaparinibana prikazuje Buda, ki je v zadnjih mesecih svojega življenja doživljal bolezen, a je sprva okreval. Prikazuje ga tudi kot izjavo, da ne more nikogar promovirati za svojega naslednika. Ko je Ānanda to zahteval, Mahaparinibana zapiše svoj odgovor na naslednji način:
Ananda, zakaj red pričakuje to od mene? Poučeval sem darmo, pri tem pa nisem razlikoval med "notranjo" in "zunanjo": Tatagata ne pozna "učiteljeve pesti" (v kateri so nekatere resnice zadržane). Če kdo misli: "odgovor je moja stvar", ali "red je pod mojim vodstvom", se mora obrnit na red. Tatagata ne razmišlja na tak način. Zakaj naj Tatagata skrbel za red? Star sem, iztrošen. Konec je blizu, dopolnjujem osemdeset let. Tako kot star voz, da lahko še vozi, držijo telo Tatagate skupaj jermeni... Ananda, živeti bi morali vsak zase kot otok, biti sami sebi zatočišče in ne iskati drugih zatočišč; z dammo kot otokom in našim zatočiščem, ki ne išče utehe drugje. Tisti menihi, ki v mojem času ali pozneje živijo tako,da iščejo otok in zatočišče v sebi in v Dammi in nikjer drugje, ti zavzeti redovniki so resnično moji menihi in premagali bodo temo (ponovnega rojstva).
Potem ko je potoval in še nekaj poučil, je Buda pojedel svoj zadnji obrok, ki ga je prejel v dar od kovača po imenu Cunda. Padajoč hudo bolan je Buda naročil svojega spremljevalca ndanando, naj prepriča Cundo, da obed, ki ga je pojedel pri njem, nima nobene zveze z njegovo smrtjo in da bo njegov obrok vir največjih zaslug, saj je poskrbel za zadnji obrok Bude. Bhikkhu in von Hinüber trdita, da je Buda umrl zaradi mezenteričnega infarkta, ki je simptom starosti, namesto zastrupitve s hrano.
Natančna vsebina Budovega zadnjega obroka ni jasna zaradi različnih svetopisemskih tradicij in dvoumnosti pri prevodu nekaterih pomembnih izrazov. Tradicija Theravade na splošno verjame, da je Budu ponudil nekakšno svinjsko meso, medtem ko tradicija Mahayane verjame, da je Buda zaužil nekakšen tartuf ali drugo gobo. Ti lahko odražajo različne tradicionalne poglede na budistično vegetarijanstvo in zapovedi za menihe in redovnice. Tudi sodobni učenjaki se glede te teme ne strinjajo in trdijo, da gre za prašičje meso ali za kakšno rastlino ali gobo, ki jo prašiči radi jedo. Kakor koli že, noben vir, ki omenja zadnji obrok, ne pripisuje Budine bolezni samemu obroku.
Po suti Mahaparinibana so Buda in njegovi spremljevalci po obroku s Cundo nadaljevali potovanje, dokler ni bil prešibak, da bi nadaljeval, in se je moral ustaviti v Kushinagarju, kjer je imel Ānanda počivališče, pripravljeno v gozdu dreves Sala. Potem ko je Sangi na široko sporočil, da bo kmalu preminil v končno Nirvano, je Buda v red osebno postavil še zadnjega novinca, njegovo ime je bilo Subhadda. Nato je ponavljal svoja zadnja navodila sangi, in sicer da naj bi bila Damma in Vinaya njihova učitelja po njegovi smrti. Potem je vprašal, ali kdo dvomi o poučevanju, a nihče ni. Poročali so, da so bile Budine zadnje besede: "Vse saṅkhāre propadajo. Pridno stremi k cilju (appamāda) "(Pali: 'vayaDammā saṅkhārā appamādena sampādethā').
Nato je vstopil v svojo zadnjo meditacijo in umrl ter dosegel tisto, kar je znano kot parinirvana (končna nirvana, konec ponovnega rojstva in trpljenje, doseženo po smrti telesa). Mahaparinibana poroča, da je v svoji zadnji meditaciji zaporedoma vstopil v štiri dhjane, nato v štiri nematerialne dosežke in na koncu v meditativno bivališče, znano kot niroDa-samāpatti, preden se je v trenutku smrti vrnil v četrto dhjano.

### Posmrtni dogodki
Kot piše v Mahaparinibana sutri, so Mallians Kushinagarja dneve po Budovi smrti preživeli v počastitvi njegovega telesa s cvetjem, glasbo in vonjavami.  Sanga je počakala, dokler ni prišel ugledni starešina Mahākassapa, da se pokloni, preden je telo upepelil.
Budino telo so nato upepelili, ostanke, vključno z njegovimi kostmi, shranili kot relikvije in jih razdelili med različna severnoindijska kraljestva, kot so MagaDa, Shakya in Koliya. Te relikvije so vgradili v spomenike ali gomile, imenovane stupe, kar je bila takrat običajna pogrebna praksa. Stoletja kasneje jih bo Ašoka izkopal in zapisal v številne nove stupe okoli Mauryjevega kraljestva. Številne nadnaravne legende obkrožajo zgodovino domnevnih relikvij, saj so spremljale širjenje budizma in dajale legitimnost vladarjem. 
Po različnih budističnih virih so prvo budističnosrečanje organizirali kmalu po Budovi smrti z namenom zbiranja, recitiranja in zapomnjevanja naukov. Mahākassapa je sanga izbral za predsednika sveta. Vendar sodobni učenjaki izpodbijajo zgodovino tradicionalnih poročil prvega sveta.

## Dodatno čtivo
Buda
- Bechert, Heinz, ur. (1996). When Did the Buddha Live? The Controversy on the Dating of the Historical Buddha. Delhi: Sri Satguru.
- Ñāṇamoli Bhikku (1992). The Life of the Buddha According to the Pali Canon (3. izd.). Kandy, Sri Lanka: Buddhist Publication Society.
- Wagle, Narendra K (1995). Society at the Time of the Buddha (2. izd.). Popular Prakashan. ISBN 978-81-7154-553-7.
- Weise, Kai (2013). The Sacred Garden of Lumbini: Perceptions of Buddha's birthplace. UNESCO. ISBN 978-92-3-001208-3.

Zodnji budizem
- Rahula, Walpola (1974). What the Buddha Taught (2. izd.). New York: Grove Press.
- Vetter, Tilmann (1988), The Ideas and Meditative Practices of Early Buddhism, Brill

Budizem - splošno
- Kalupahana, David J. (1994), A history of Buddhist philosophy, Delhi: Motilal Banarsidass
- Robinson, Richard H.; Johnson, Willard L; Wawrytko, Sandra A; DeGraff, Geoffrey (1996). The Buddhist Religion: A Historical Introduction. Belmont, CA: Wadsworth.